# Uschi Werner-Fluss
Uschi Werner-Fluss (* 28. Dezember 1924 in Neuwied; † 31. Oktober 2002 in Köln)  war ein Kölner Original und Sängerin von zahlreichen von Henner Berzau geschriebenen Liedern auf Kölsch.

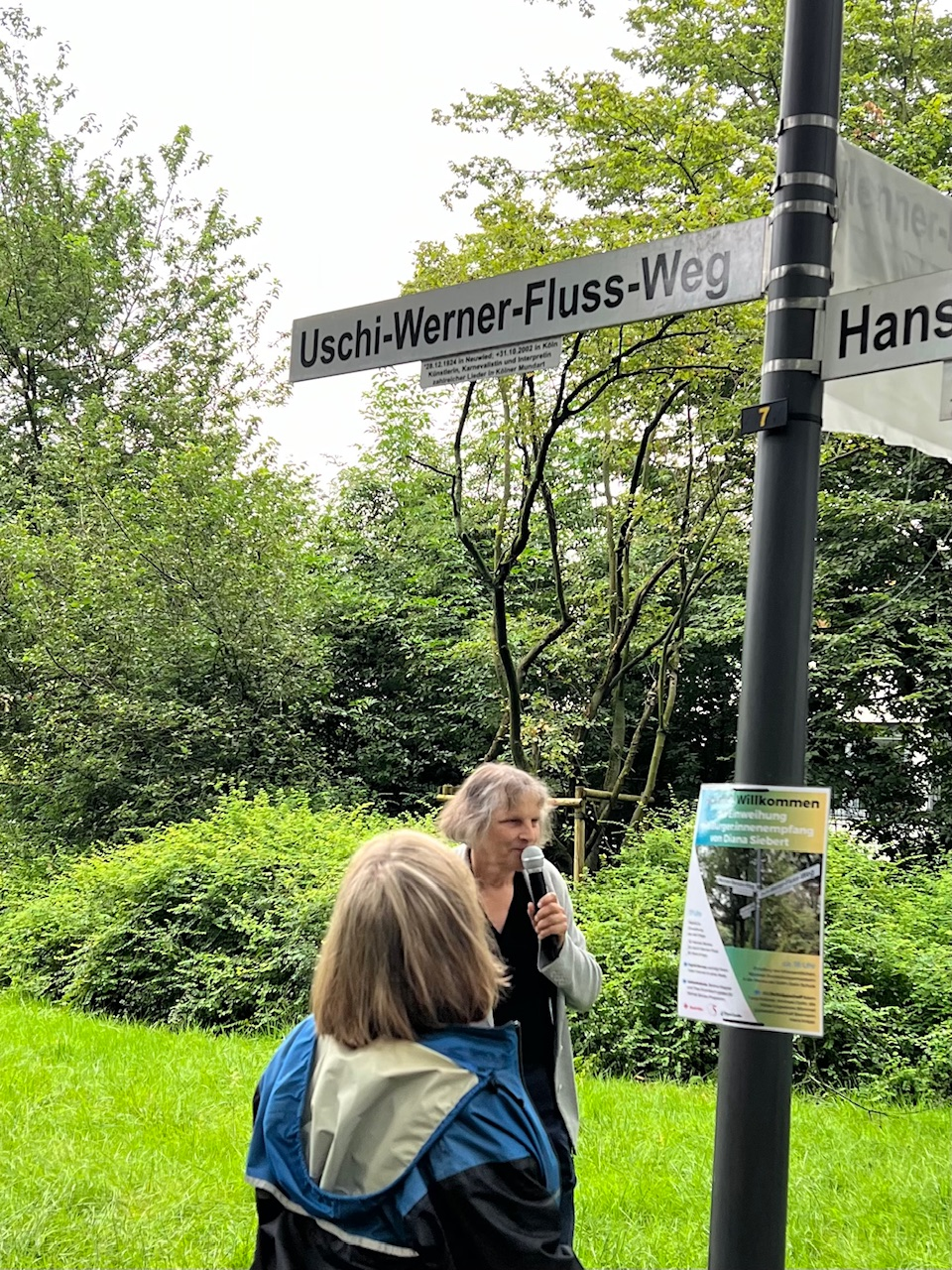
Einweihung Uschi-Werner-Fluss-Weg im Toni-Steingass-Park in Köln-Nippes durch die Bezirksbürgermeisterin Diana Siebert am 3. Juli 2024

## Leben
Werner-Fluss war eine Nichte der bekannten Kölner Sängerin, Humoristin und Schauspielerin Grete Fluss. Sie war als Zahntechnikermeisterin selbständig tätig. 1980 begegnete sie dem Liedermacher und Dichter Henner Berzau, der sie entdeckte und ihr Lieder auf den Leib schrieb. Sie wurde seine Lebensgefährtin. Sie starb am 31. Oktober 2002 in Köln und wurde auf dem Nordfriedhof beerdigt. Im Toni-Steingass-Park wurden Wege nach ihnen benannt.

## Kölner Original und Sängerin
Berzau schrieb für Werner-Fluss zahlreiche Lieder und komplette Programme. Eine größere Anzahl ihrer Lied-Interpretationen ist auf Tonträgern festgehalten worden:
- 1995: Uschi Werner-Fluss, Kölsche Leeder vum Henner Berzau
- 1996: Sidd höösch, leev Lück, sidd stell. Kölsche Weihnacht mit Uschi Werner-Fluss und Henner Berzau
- 1997: Noch ens m’em Uschi. Uschi Werner Fluss, Kölsche Leeder, Krätzjer un Couplets vum Henner Berzau

## Ehrungen
- Auszeichnungen für Schneiwießje un Ruserut[1]
- 1988: Magister linguae et humoris Coloniensis[6]
- 2000: Goldene Muuz[7]
- 2021: Ein Weg im Köln-Nippeser Toni-Steingass-Park wird Henner-Berzau-Weg benannt. Ein weiterer Weg wird seiner Lebensgefährtin zu Ehren Uschi-Werner-Fluss-Weg benannt.[4][3]